# 日本視能訓練士協会
公益社団法人日本視能訓練士協会（こうえきしゃだんほうじん にほんしのうくんれんしきょうかい）は、視能訓練士によって構成される公益社団法人。1971年（昭和46年）に設立され、法人の設立は1986年（昭和63年）である。元厚生労働省所管。

## 概要
視能訓練に関する啓蒙、啓発活動や視能訓練士の利益を守るための政治活動、ロビー活動などを行っている。

## 所在地
- 本部所在地　東京都千代田区鍛冶町1-8-5　新神田ビル2階